# Telurita
La telurita es un mineral de la clase de los minerales óxidos. Fue descubierta en 1842 en Zlatna, en el distrito de Alba (Rumania), siendo nombrada así por contenido en telurio.

## Características químicas
Es un óxido simple de telurio. Es el dimorfo ortorrómbico de la paratelurita, mineral de igual fórmula química pero del sistema cristalino tetragonal.
Pto. De Fusión: 733 °C

## Formación y yacimientos
Se forma como producto secundario de la alteración del telurio nativo y los teluriuros, en la zona de oxidación de algunos yacimientos de minerales de alteración hidrotermal.
Suele encontrarse asociado a otros minerales como: telurio, tetradimita, nagyagita o muchos teluratos.